# Montana (geslacht)
Montana is een geslacht van rechtvleugeligen uit de familie sabelsprinkhanen (Tettigoniidae). De wetenschappelijke naam van dit geslacht is voor het eerst geldig gepubliceerd in 1941 door Zeuner.

## Soorten
Het geslacht Montana omvat de volgende soorten:
- Montana armeniaca Ramme, 1930
- Montana barretii Burr, 1912
- Montana carpetana Bolívar, 1887
- Montana daghestanica Uvarov, 1917
- Montana decticiformis Stshelkanovtzev, 1914
- Montana elegans Uvarov, 1934
- Montana eversmanni Kittary, 1849
- Montana gaskoi Garai, 2011
- Montana heinrichi Ramme, 1929
- Montana helleri Çiplak & Taylan, 2006
- Montana kure Ünal, 2006
- Montana macedonica Berland & Chopard, 1922
- Montana medvedevi Miram, 1927
- Montana montana Kollar, 1833
- Montana richteri Bey-Bienko, 1958
- Montana schereri Werner, 1901
- Montana striata Thunberg, 1815
- Montana stricta Zeller, 1849
- Montana taurica Bolívar, 1899
- Montana tianshanica Uvarov, 1933
- Montana tomini Pylnov, 1916
- Montana uvarovi Karabag, 1950
- Montana zanjanica Garai, 2011